# Stradella (Lombardia)
Stradella – miejscowość i gmina we Włoszech, w regionie Lombardia, w prowincji Pawia.
Prawa miejskie uzyskała w 1865. Według danych na rok 2004 gminę zamieszkiwały 10 733 osoby, 596,3 os./km².